# Romeo Santos
 (décembre 2019).
Si vous disposez d'ouvrages ou d'articles de référence ou si vous connaissez des sites web de qualité traitant du thème abordé ici, merci de compléter l'article en donnant les références utiles à sa vérifiabilité et en les liant à la section « Notes et références ».
Romeo Santos, né le 21 juillet 1981 dans le Bronx (New York), est un auteur-compositeur-interprète et acteur américain d'origine portorico-dominicaine qui a été le chanteur et le leader du groupe de bachata Aventura, avant d'entamer une carrière solo.

## Biographie
Sa mère est portoricaine et son père dominicain. Il compose et interprète des chansons en anglo-américain et en espagnol.
Au milieu des années 1990, avec son cousin Henry et deux amis, il forme un groupe appelé Los Tinellers (renvoyée à la prononciation du mot anglais teenagers, ce qui signifie adolescents). À la fin des années 1990, Los Tinellers est rebaptisé Aventura.
En avril 2011, Romeo a annoncé qu'il quittait le groupe Aventura, pour poursuivre une carrière solo.
Le 9 mai 2011, Roméo a sorti son premier single You, issu de son premier album Formula, vol I.
En 2013, Romeo sort le single Propuesta Indecente, qui est aujourd'hui encore son plus grand succès en solo. Son deuxième album "Formula, Vol. 2" est sorti le 25 février 2014. L'album contient des collaborations avec Drake, Nicki Minaj, Marc Anthony, Carlos Santana, Tego Calderón et comporte la participation spéciale de l'acteur Kevin Hart. Formula Vol.2 est devenu l'album latino le plus vendu au premier semestre.
Romeo a composé presque toutes les chansons d'Aventura et a aussi composé et/ou interprété des tubes pour des artistes comme Wisin y Yandel (Noche de Sexo), Thalía (No, no, no), Hector Acosta "El Torito" (Me voy), et Antony Santos (Matame).
En 2015, il fait une apparition comme commandant dans le film Fast and Furious 7.
En 2017, il dévoile le single Héroe Favorito inclus dans son troisième album Golden, sorti en juillet 2017, L'album souligne les collaborations avec Juan Luis Guerra, Ozuna, Jessie Reyez, Nicky Jam, Daddy Yankee et Julio Iglesias.
En 2019, il sort Utopia un album de featurings avec les plus grands noms de la bachata : El Chaval de la Bachata, Frank Reyes, Raulin Rodriguez, Elvis Martinez, Kiko Rodriguez, Teodoro Reyes, Joe Veras, Zacarias Ferreira, Luis Vargas, Monchy & Alexandra (duo qui se reforme pour l'occasion), Antony Santos et son premier groupe Aventura qu'il reforme pour l'occasion.
Il se produit le 23 mars 2014 et le 11 mai 2018 au Zénith de Paris (La Villette), le 29 mars 2015 au Dock Pullmann à Saint-Denis et le 1er juillet 2023 au Palais omnisports de Paris-Bercy à Paris.

## Discographie

### Album live
- The King Stays King: Sold Out at Madison Square Garden (en)

### Singles
- You
- Promise (featuring Usher)
- Mi Santa (featuring Tomatito)
- All aboard (featuring Lil Wayne)
- Rival (featuring Mario Domm)
- La Diabla
- Propuesta indecente (2013)
- Eres mía (2014)
- Yo También (featuring Marc Anthony) (2014)
- Hilito (2015)
- Héroe Favorito (2017)
- Imitadora (2017)
- Bella y Sensual (Featuring Daddy Yankee, Nicky Jam).
- El Beso Que No Le Di (Featuring Kiko Rodriguez) (2019)
- Canalla (Featuring El Chaval De La Bachata) (2019)
- La Demanda (Featuring Raulín Rodríguez) (2019)
- Payasos (Featuring Frank Reyes) (2019)
- Los Últimos (Featuring Luis Vargas) (2019)
- Años Luz (Featuring Monchy y Alexandra) (2019)
- Volví (Featuring Aventura, Bad Bunny) (2021)
- Sus Huellas (2022)

### Participations
- Luny Tunes feat. Wisin & Yandel, Romeo Santos, Tonny Tun Tun, Daddy Yankee & Hector El Father - Mayor Que Yo (Aventura Remix) (2005)
- Draco Rosa featuring Romeo Santos - Reza Por Mi (sur l'album Vida) (2013)
- Juan Luis Guerra - Frío, Frío (feat. Romeo Santos) [Live] (2013)
- Enrique Iglesias - Loco (featuring Romeo Santos) (lundi 26 août 2013)
- 1, rue Sésame, le 10 octobre 2013, en duo avec Elmo, la ballade Quiero ser tu amigo[1].
- Carlos Santana featuring Romeo Santos - Margarita (album Corazón (2014)
- Ozuna featuring Romeo Santos - El Farsante (remix) (2017)
- Anuel AA ft. Romeo Santos - Ella Quiere Beber (2018)
- Wisin & Yandel ft. Romeo Santos - Aullando (2019)
- Natti Natasha ft. Romeo Santos - La Mejor Versión De Mi (Remix) (2019)
- Arcangel, Sech, Romeo Santos – Sigues Con El (Remix) (2020)
- Nicky Jam, Romeo Santos - Fan De Tus Fotos (2021)
- Karol G, Romeo Santos - X Si Volvemos (2023)
- Grupo Frontera ft. Romeo Santos - Ángel (2024)
- Rauw Alejandro & Romeo Santos - Khé?

## Récompenses
En 2006, Romeo Santos a reçu un prix de l'ASCAP dans la catégorie musique tropicale pour le tube d'Aventura, Obsesión, et un autre sur le marché britannique dans la catégorie pop. C'était la première fois qu'un compositeur latino gagnait un prix ASCAP dans le marché américain
En 2007, il reçoit le Billboard Awards de l'auteur-compositeur de l'année.
En 2009, il a été invité à chanter pour Barack Obama à la Maison-Blanche.
Le 12 septembre 2010 il a reçu un MTV Awards.
En 2014, il fut reçu à la maison blanche pour interpréter une chanson dédiée aux soldats nommée José.

## Filmographie
- Sanky Panky (2007)
- Fast and Furious 7 (2015)
- Angry Birds, le film (2016) : voix de Early Birds